# Loge (lune)
Pour les articles homonymes, voir Loge.
Loge (désignation provisoire S/2006 S 5) est l'une des lunes de Saturne. Sa découverte fut annoncée par David Jewitt, Scott S. Sheppard, Jan Kleyna, et Brian G. Marsden le 26 juin 2006, d'après des observations faites entre le 13 décembre 2004 et le 30 avril 2006.
Loge mesure 6 kilomètres de diamètre et fait le tour de son orbite en 1 314,364 jours.
Elle porte le nom de Loge, un géant du feu de la mythologie nordique, fils de Fornjót (parfois confondu avec Loki).